# Catalina Moncada de Castro
Catalina Moncada de Castro, död 1660, var en spansk hovfunktionär.
Hon var hovdam hos Elisabet av Frankrike (1602–1644) från 1654. Hon var engagerad i politiken och omnämns som en av drottningens mest inflytelserika gunstlingar. 